# Рукутама
Рукутама, в верхнем течении Витница — река на острове Сахалин. Впадает в озеро Невское. Протекает по территории Поронайского городского округа Сахалинской области. Общая протяжённость реки составляет — 120 км, площадь её водосборного бассейна — 1100 км². Истоки реки лежат у подножья перевала Ивашкевичевский.
Притоки: Кривая, Запивка, Голубиха, Пионерская.

## Данные водного реестра
По данным государственного водного реестра России относится к Амурскому бассейновому округу.
Код объекта в государственном водном реестре — 20050000212118300003297.